# Hariot Rowan-Hamilton
Hariot Georgina Rowan-Hamilton, marchesa di Dufferin e Ava (5 febbraio 1843 – Londra, 25 ottobre 1936), è stata una nobildonna e scrittrice irlandese.

## Biografia
Hariot era la figlia maggiore di Archibald Hamilton-Rowan di Killyleagh Castle, e di sua moglie Catherine Anne Caldwell. Attraverso suo padre, Hariot era la pronipote del patriota e fondatore della Society of United Irishmen, Archibald Hamilton Rowan, nonché dello scrittore politico, attivista e generale George Cockburn.

## Matrimonio
Sposò, il 23 ottobre 1862 a Killyleagh Castle, Frederick Hamilton-Temple-Blackwood (21 giugno 1826–12 febbraio 1902), figlio di Price Blackwood, IV barone Dufferin e Claneboye. Ebbero sette figli:
- Archibald James Leofric, conte di Ava (28 luglio 1863–11 gennaio 1900);
- Helen Hermione (1865–9 aprile 1941), sposò Ronald Munro Ferguson, I visconte Novar, non ebbero figli;
- Terence Hamilton-Temple-Blackwood, II marchese di Dufferin e Ava (16 marzo 1866–7 febbraio 1918);
- Hermione Catherine Helen (1869–19 ottobre 1960);
- Ian Basil Gawaine (4 novembre 1870–3 luglio 1917);
- Victoria Alexandrina (1873–11 febbraio 1938), sposò in prime nozze William Lee Plunket, V barone Plunket, ebbero otto figli, e in seconde nozze sposò Francis Powell Braithwaite, non ebbero figli;
- Frederick Hamilton-Temple-Blackwood, III marchese di Dufferin e Ava (26 febbraio 1875–21 luglio 1930).

Suo marito fu creato Conte di Dufferin nel 1871. Un anno dopo, lei e i loro figli lo accompagnarono in Canada dopo la sua nomina a Governatore Generale, dove trasformò Rideau Hall in un centro di attività sociale includendo letture di opere letterarie e presentazioni di opere teatrali, dove cui lei stessa a volte si esibiva. Lady Dufferin era una delle più popolari tra le mogli dei governatori e stava iniziando a costruire la sua reputazione di "la moglie diplomatica più efficace della sua generazione". Successivamente accompagnò suo marito in Russia (1879–1881), e a Costantinopoli (1881–1884). Sia a San Pietroburgo che a Costantinopoli, come in tutte le loro ambasciate, la coppia era nota per la loro ospitalità.

### India
Lady Dufferin accompagnò suo marito in India nel 1884, quando fu nominato viceré del paese. Prima della sua partenza, la regina Vittoria le ha chiesto di avviare un piano per migliorare le condizioni delle donne indiane.
Nel 1885 Lady Dufferin istituì un fondo l'National Association for supplying Female Medical Aid to the Women of India (nata come Countess of Dufferin Fund). Il fondo mirava a: fornire lezioni mediche a medici, assistenti ospedalieri, infermieri e ostetriche; sollievo medico attraverso i dispensari; creazioni di reparti femminili; la formazione di dottoresse; creazioni di ospedali femminili. Il fondo ha facilitato la fornitura di assistenza medica per le donne da parte delle donne in India, riconoscendo la riluttanza tra le donne di alcune affiliazioni culturali e religiose, a cercare cure da medici maschi. A tal fine, sono state istituite borse di studio per la formazione delle donne indiane in Inghilterra e anche per le donne inglesi ed europee che avrebbero promesso di praticare in India. Alcune delle prime donne indiane beneficiarie di questo fondo includevano: Kadambini Ganguly, Anandi Gopal Joshi e Rukhmabai.
Oltre ai numerosi ospedali e cliniche "Lady Dufferin" che sono stati istituiti, alcuni dei quali esistono ancora sotto questo nome, ci sono università e scuole di ostetricia che portano il suo nome.

## Morte
Quando l'incarico del marito in India terminò nel 1888, tornarono alla loro casa a Clandeboye, nell'Irlanda del Nord, e suo marito fu elevato alla pari come Marchese di Dufferin e Ava quello stesso anno. Ha continuato la sua carriera di ambasciatore in Europa, e la marchesa lo ha accompagnato in Italia e in Francia. Ha pubblicato le sue memorie, in base alle lettere che aveva scritto a sua madre: Our Viceregal Life in India (1889) e My Canadian Journal (1891). Si ritirarono a Clandeboye nel 1905.
Dopo che suo marito morì nel 1902, passò gran parte del suo tempo in una casa relativamente modesta a Chelsea, a Londra, economizzando quando possibile per aiutare i suoi figli poiché la fortuna di famiglia era stata svuotata da vendite di terreni e investimenti poco saggi. Scrisse My Russian and Turkish Journals (1916).
Morì a Londra il 25 ottobre 1936 e fu sepolta a Clandeboye.